# Margarida Coimbra
Margarida Gonçalves Coimbra (Lisboa, 22 de fevereiro de 1983) é uma xadrezista portuguesa. Campeã nacional em 2007, participou da Olimpíada de Xadrez em Istambul 2000, Calvià 2004, Turim 2006, Dresda 2008 e Baku 2016 . Em 2009 encontrava-se entre as dez melhores xadrezistas de Portugal, de acordo com o rating da Federação Internacional de Xadrez.